# カルシャ・ブワルヤ
カルシャ・ブワルヤ （Kalusha Bwalya, 1963年8月16日 - ）は、ザンビア出身のサッカー選手、サッカー指導者。ポジションはフォワード。ザンビアの国民的英雄にしてザンビア史上最高のサッカー選手。
FIFA常任委員会メンバー、アフリカサッカー連盟（CAF）副会長、ザンビアサッカー協会会長を兼務している。

## 来歴
ザンビア代表の一員として参加した1988年のソウルオリンピック1次リーグ、イタリア戦でハットトリックを決め4-0でこれを下しベスト8へ進出すると世界中から注目を浴び、この年にアフリカ年間最優秀選手賞を受賞した。
その後ザンビア代表の主将を務め迎えた1993年のワールドカップ・アメリカ大会アフリカ予選でも快進撃を続けたが、同年4月27日、18名の代表メンバーを乗せた飛行機がガボン沖の大西洋で墜落、全員死亡すると云う悲劇に直面する（ガボン航空惨事）。ブワルヤら数名は別行動を取っていた為に難を逃れ、チームを再編し予選に挑んだが最終的にモロッコの前に敗れ去っている。
2004年にザンビア代表の選手兼監督を務めるが予選敗退の責任を取り辞任している。
2010年に開催されたワールドカップ南アフリカ大会の大使として大会のPR活動を行っていた。

## 所属クラブ
- 1979-1980  ムフリラ・ブラックプール
- 1980-1985  ムフリラ・ワンダラーズ
- 1985-1988  サークル・ブルッヘ
- 1988-1994  PSVアイントホーフェン
- 1994-1997  クラブ・アメリカ
- 1997  クルブ・ネカクサ
- 1998  アル・ワハダ
- 1998  クルブ・レオン
- 1999  クラブ・イラプアト
- 1999  CDベラクルス
- 2000  SDコレカミノス

## 代表歴
- ザンビア代表 1983-2004
  - 代表通算：100試合出場 50得点
  - ソウルオリンピック出場：1回（1988）

## 指導歴
- 2004-2006 ザンビア代表 選手兼監督

## タイトル

### クラブ
- エールディビジ　3回（1988-89,1990-91, 1991-92）
- オランダ・カップ　2回（1988-89, 1989-90）
- オランダ・スーパーカップ　1回（1992）

### 個人
- アフリカ年間最優秀選手賞 1回（1988）
- アフリカネイションズカップ得点王 1回（1996）